# هما (فیلم)
هما فیلمی مستند به کارگردانی گلاره عباسی است. این فیلم به زندگی هما هماوندی، زن نابینا و با اعتماد به نفسی می‌پردازد که به عنوان مشاور در مراکز ترک اعتیاد مشغول به کار است.

## خلاصه
«هما» زندگی هما هماوندی را روایت می‌کند، شخصیتی شاخص که با وجود نقص بینایی، هنجارهای اجتماعی را زیر پا می‌گذارد. هما در حین کار به عنوان مشاور در مراکز ترک اعتیاد فعالانه به فعالیت‌های اجتماعی می‌پردازد و سرسختی و اراده خود را به نمایش می‌گذارد. دیدگاه او نسبت به زندگی، عشق و چالش‌هایی که هر روز با آن مواجه است در مستند برجسته شده‌است.

## تولید
اولین کارگردانی گلاره عباسی بازیگر سرشناس سینمای ایران «هما» است. عباسی سالهاست که برای ایجاد یک مرکز سینمایی برای نابینایان (سوینا) با افراد نابینا یا کم بینا همکاری نزدیک داشته‌است. عباسی پس از الهام گرفتن از مهارت‌هایی که در افراد نابینا دیده بود، تصمیم گرفت اولین فیلم خود را دربارهٔ زنی نابینا به نام هما هماوندی بسازد.«هما» به بررسی تداوم نفوذ و حضور زنان ایرانی در جامعه با وجود محدودیت‌های فیزیکی و محدودیت‌های اجتماعی می‌پردازد. این فیلم سرسختی زنانی را که هنجارهای مردسالارانه را تحمل می‌کنند برجسته می‌کند.

## اکران
در ژوئن ۲۰۲۳، «هما» اولین نمایش جهانی خود را در جشنواره بین‌المللی فیلم مستند ملبورن دارد. این مستند برای اولین حضور خود در این جشنواره معتبر انتخاب شده‌است که نشان از علاقه و توجه سینما به این نوع نگاه است.

## عوامل
| - کارگردان گلاره عباسی - تهیه‌کننده درسای شفیعی - نویسنده پژمان تیمورتاش - بر اساس زندگی هما هماوندی - فیلم‌بردار گلاره کیازند - تدوین حمید نجفی‌راد | - موسیقی ماهگل مقتدر - طراح صدا عرفان ابراهیمی - صدابردار محمود کاشانی نوید مهری - طراح صدا عرفان ابراهیمی |

## افتخارات
| جشنواره                   | تاریخ | محل                      | رده                               | گیرنده      | نتیجه       |
| ------------------------- | ----- | ------------------------ | --------------------------------- | ----------- | ----------- |
| جشنواره فیلم اکولید       | ۲۰۲۴  | ایالات متحده، لا هویا    | ‌جایره ویژه مریت بهترین فیلم مستند | گلاره عباسی | برنده [ ۶ ] |
| جشنواره فیلم رویال شانس   | ۲۰۲۴  | ایالات متحده، بورلی هیلز | ‌بهترین فیلم                       | گلاره عباسی | نامزدشده    |
| جشنواره فیلم فیک فوسا     | ۲۰۲۴  | کلمبیا، کوندینامارکا     | ‌دیپلم افتحار بهترین فیلم مستند    | گلاره عباسی | برنده [ ۷ ] |
| جشنواره فیلم مستند ملبورن | ۲۰۲۳  | استرالیا، ملبورن         | ‌بهترین فیلم                       | گلاره عباسی | نامزدشده    |

## پیوند
- گلاره عباسی